# Egyiptom a 2011-es úszó-világbajnokságon
Egyiptom a 2011-es úszó-világbajnokságon 17 sportolóval vett részt.

## Hosszútávúszás
Férfi
| Versenyző          | Esemény                             | Döntő     | Döntő    |
| Versenyző          | Esemény                             | Idő       | Helyezés |
| ------------------ | ----------------------------------- | --------- | -------- |
| Islam Mohsen       | Férfi 5 kilométeres hosszútávúszás  | 1:06:21.6 | 45       |
| Islam Mohsen       | Férfi 10 kilométeres hosszútávúszás | 2:11:37.2 | 52       |
| Islam Mohsen       | Férfi 25 kilométeres hosszútávúszás | DNS       | DNS      |
| Mazen Mohamed Aziz | Férfi 5 kilométeres hosszútávúszás  | DSQ       | DSQ      |
| Mazen Mohamed Aziz | Férfi 10 kilométeres hosszútávúszás | 2:03:52.4 | 48       |
| Mazen Mohamed Aziz | Férfi 25 kilométeres hosszútávúszás | DNS       | DNS      |

Női
| Versenyző          | Esemény                           | Döntő     | Döntő    |
| Versenyző          | Esemény                           | Idő       | Helyezés |
| ------------------ | --------------------------------- | --------- | -------- |
| Merna Mohamed      | Női 5 kilométeres hosszútávúszás  | 1:10:23.4 | 39       |
| Merna Mohamed      | Női 10 kilométeres hosszútávúszás | DNF       | DNF      |
| Lalila El Basiouny | Női 5 kilométeres hosszútávúszás  | 1:06:15.3 | 37       |
| Lalila El Basiouny | Női 10 kilométeres hosszútávúszás | 2:20:15.4 | 49       |

Csapat
| Versenyző                                         | Esemény               | Döntő     | Döntő    |
| Versenyző                                         | Esemény               | Idő       | Helyezés |
| ------------------------------------------------- | --------------------- | --------- | -------- |
| Mazen Mohamed Aziz Islam Mohsen Laila El Basiouny | Csapat hosszútávúszás | 1:06:03.4 | 14       |

## Úszás
Férfi
| Versenyző       | Esemény                      | Selejtező | Selejtező | Elődöntő          | Elődöntő          | Döntő             | Döntő             |
| Versenyző       | Esemény                      | Idő       | Helyezés  | Idő               | Helyezés          | Idő               | Helyezés          |
| --------------- | ---------------------------- | --------- | --------- | ----------------- | ----------------- | ----------------- | ----------------- |
| Shebab Younis   | Férfi 50 méteres gyorsúszás  | 23.17     | 38        | Nem jutott tovább | Nem jutott tovább | Nem jutott tovább | Nem jutott tovább |
| Shebab Younis   | Férfi 100 méteres gyorsúszás | 51.95     | 53        | Nem jutott tovább | Nem jutott tovább | Nem jutott tovább | Nem jutott tovább |
| Mohamed Farhoud | Férfi 400 méteres gyorsúszás | 3:55.32   | 28        |                   |                   | Nem jutott tovább | Nem jutott tovább |
| Mohamed Farhoud | Férfi 800 méteres gyorsúszás | 8:10.35   | 29        |                   |                   | Nem jutott tovább | Nem jutott tovább |

Női
| Versenyző   | Esemény                    | Selejtező | Selejtező | Elődöntő | Elődöntő | Döntő             | Döntő             |                   |                   |
| Versenyző   | Esemény                    | Idő       | Helyezés  | Idő      | Helyezés | Idő               | Helyezés          |                   |                   |
| ----------- | -------------------------- | --------- | --------- | -------- | -------- | ----------------- | ----------------- | ----------------- | ----------------- |
| Shahd Osman | Női 400 méteres gyorsúszás | 4:26.35   | 34        |          |          | Nem jutott tovább | Nem jutott tovább |                   |                   |
| Shahd Osman | Női 800 méteres gyorsúszás | 9:01.84   | 29        |          |          | Nem jutott tovább | Nem jutott tovább | Nem jutott tovább | Nem jutott tovább |

## Szinkronúszás
Női
| Versenyző | Esemény               | Selejtező | Selejtező | Döntő               | Döntő               |
| Versenyző | Esemény               | Pont      | Helyezés  | Pont                | Helyezés            |
| --- | --------------------- | --------- | --------- | ------------------- | ------------------- |
| Jomana Mohamed Khaled | Egyéni rövid program  | 73.400    | 26        | Nem jutott tovább   | Nem jutott tovább   |
| Dalia Mohamed Elgebaly Reem Wail Abdalazem | Páros rövid program   | 75.600    | 28        | Nem jutottak tovább | Nem jutottak tovább |
| Dalia Mohamed Elgebaly Reem Wail Abdalazem | Páros szabad program  | 76.040    | 30        | Nem jutottak tovább | Nem jutottak tovább |
| Nour Ahmed Elafandi Youmna Amr Aziza Mahmoud Mohamed Dalia Mohamed Elgebaly Mariam Mohamed Yehia Samar Osama Ahmed Reem Wail Abdalazem Shaza Yahia Nazih      | Kombinációs kűr       | 77.100    | 17        | Nem jutottak tovább | Nem jutottak tovább |
| Nour Ahmed Elafandi Youmna Amr Aziza Mahmoud Mohamed Dalia Mohamed Elgebaly Mariam Mohamed Yehia Aya Nasr Eldin Ibrahim Reem Wail Abdalazem Shaza Yahia Nazih | Csapat szabad program | 78.200    | 15        | Nem jutottak tovább | Nem jutottak tovább |

Tartalék
- Hana Khaled Ali